# Всемирное пятидесятническое братство
Всемирное пятидесятническое братство (до 2001 года — Всемирная пятидесятническая конференция) — международная ассоциация, объединяющая пятидесятнические церкви всего мира. В 2013 году в ассоциацию входили 59 национальных союзов.

## История
Истоки организации восходят к международной европейской пятидесятнической Конвенции, которая прошла в январе 1921 года в Амстердаме. Встреча собрала пятидесятнических лидеров из Великобритании, Скандинавии, Германии и Швейцарии. В 1937 году различные пятидесятнические лидеры, приглашённые на ежегодный генеральный совет Ассамблей Бога, приняли решение о проведении Всемирной конференции в Лондоне в 1940 году. Начавшаяся Вторая мировая война не позволила провести встречу.
Первая всемирная пятидесятническая конференция состоялась в Цюрихе в 1947 году. Её идейными вдохновителями были швейцарский пастор Леонард Штейнер, южноафриканский пастор Дэвид Дю Плесси (1905-1987), редактор журнала «Пятидесятница» Дональд Ги (1891-1966) и служитель Ассамблей Бога Джозеф Р. Флауэр (1880-1970). Конференция собрала 260 делегатов из 23 стран мира и прошла в атмосфере всеобщего воодушевления.
На второй всемирной пятидесятнической конференции в Париже (1949 год) был поднят вопрос об объединении всех пятидесятников в единый союз, однако представители скандинавских пятидесятнических церквей выступили против. На третьей конференции в Лондоне (1952 год) впервые присутствовали делегаты со всех континентов, включая Африку и Азию. С годами число участников и влияние конференции растёт. В 1955 году в Стокгольме на заключительном собрании присутствовало 12 тыс. человек. В ходе следующей конференции в Торонто (1958 год) шведский пятидесятнический хор посетил Белый дом, где пел для американского президента Эйзенхаура. В 1961 году своё приветствие делегатам конференции в Иерусалиме передал премьер-министр Израиля — Давид Бен-Гурион, который не смог лично присутствовать на конференции. В заключении конференции пятидесятники начали посадку леса из 10 тыс. деревьев.
Делегатов конференции в Найроби (1982 год) приветствовал президент Кении Д. Мои. Открытие 18-й мировой конференции на олимпийском стадионе в Сеуле посетило 100 тыс. верующих. Запланированная на 1988 год в Куала-Лумпур 15 конференция из-за администраторских проблем была перенесена на следующий год и прошла в Сингапуре. В 1995 году на иерусалимской конференции состоялась отдельная встреча славянских пятидесятников. Конференция в 2001 году в Лос-Анджелесе прошла в рамках празднования 100-летнего юбилея пятидесятнического движения. В 2004 году в ЮАР членом Всемирной пятидесятнической конференции стало Объединение независимых христианских харизматических церквей Украины (полного Евангелия).

### Места проведения конференции
| №  | Год  | Город          | Страна           |
| -- | ---- | -------------- | ---------------- |
| 1  | 1947 | Цюрих          | Швейцария        |
| 2  | 1949 | Париж          | Франция          |
| 3  | 1952 | Лондон         | Великобритания   |
| 4  | 1955 | Стокгольм      | Швеция           |
| 5  | 1958 | Торонто        | Канада           |
| 6  | 1961 | Иерусалим      | Израиль          |
| 7  | 1964 | Хельсинки      | Финляндия        |
| 8  | 1967 | Рио-де-Жанейро | Бразилия         |
| 9  | 1970 | Даллас         | США              |
| 10 | 1973 | Сеул           | Республика Корея |
| 11 | 1976 | Лондон         | Великобритания   |
| 12 | 1979 | Ванкувер       | Канада           |
| 13 | 1982 | Найроби        | Кения            |
| 14 | 1985 | Цюрих          | Швейцария        |
| 15 | 1989 | Сингапур       | Сингапур         |
| 16 | 1992 | Осло           | Норвегия         |
| 17 | 1995 | Иерусалим      | Израиль          |
| 18 | 1998 | Сеул           | Республика Корея |
| 19 | 2001 | Лос-Анджелес   | США              |
| 20 | 2004 | Йоханнесбург   | ЮАР              |
| 21 | 2007 | Сурабайя       | Индонезия        |
| 22 | 2010 | Стокгольм      | Швеция           |
| 23 | 2013 | Куала-Лумпур   | Малайзия         |
| 24 | 2016 | Сан-Паулу      | Бразилия         |

## Богословские взгляды
Членом всемирного пятидесятнического братства может стать любой союз церквей, согласный с доктринальными позициями ассоциации. В их числе — вера в богодухновенность Библии, вера в Триединого Бога и божественность Иисуса Христа. Каждый член ВПБ верит в крещение Духом Святым со знамением говорения на иных языках и в возможность проявления других духовных даров. Последний пункт декларации веры говорит о важности практического служения Церкви как в духовных, так и в социальных вопросах. 
Интересно, что среди членов ВПБ имеются и пятидесятнические церкви, входящие во Всемирный Совет Церквей.

### Цели организации
- поощрение общения между пятидесятниками во всем мире
- молитвенная поддержка
- поддержка и поощрение в деле евангелизации
- голос в защиту верующих всего мира

## Членство
Крупнейшими церквами, входящими во Всемирное пятидесятническое братство, являются:
- Ассамблеи Бога
- Международная пятидесятническая церковь святости
- Международная церковь четырёхстороннего Евангелия
- Миссия апостольской веры в Южной Африке
- Церковь Пятидесятницы (Гана)
- Церковь Бога (Кливленд, Теннесси)